# Rheinwiesenlager
Le Rheinwiesenlager (en français « camps de la plaine du Rhin ») est le nom officiel des enclos temporaires pour prisonniers de guerre dans l'ouest de l'Allemagne (Prisoner of War Temporary Enclosures ou PWTE) à la fin de la Seconde Guerre mondiale. Il s'agit d'environ 19 camps de transit sommaires retenant entre 1 et 2 millions de prisonniers de guerre allemands du printemps à la fin de l'été 1945.

## Contexte et construction des camps
Dès le printemps 1943, Eisenhower, décide de ne pas accorder à ces détenus le statut officiel de prisonniers de guerre, mais celui de forces ennemies désarmées appartenant à un État qui avait cessé d’exister légalement. Ce statut permet alors aux alliés de contourner les obligations imposées par la Convention de Genève vis-à-vis des prisonniers de guerre.
Au printemps 1945, la résistance allemande est brisée par les Alliés et les soldats allemands se rendent par milliers. En mai 1945, les forces alliées ont fait au total 3,4 millions de prisonniers des forces de l’Axe. Les capacités d'internement de prisonniers de guerre des alliés sont alors dépassés.
À partir d’avril, les Américains lancent en Allemagne de l’ouest la construction d’immenses camps de transit pour assurer une incarcération rudimentaire. Ce sont de vastes enclos ceints de barbelés, situés à l’écart des habitations. Ils sont situés sur la rive ouest du Rhin pour permettre l'accès et le ravitaillement par le chemin de fer. 
En mai 1945, les Américains recensent 17 enclos temporaires pour une capacité de 1 095 000 prisonniers. Au total, 19 enclos temporaires sont créés et prévus pour accueillir chacun 25 000 à 100 000 détenus.

## Organisation des camps
Chaque camp est subdivisé en dix à vingt quartiers, abritant chacun 5 à 10 000 hommes, et séparés par des allées. Quelques grands bâtiments à usage collectif ou administratif sont présents (cuisine, hôpital, bureau du camp), mais les prisonniers campent à l’air libre, généralement dans des trous d’hommes qu’ils doivent creuser à mains nues, tout leur équipement leur ayant été confisqué.
Les camps sont d'abord administrés par la 106e division d'infanterie américaine.
La gestion interne du camp est confiée à des personnels allemands.

## Conditions de vie des prisonniers
Les conditions de vie des prisonniers dans de simples enclos manquant d'infrastructures se sont rapidement détériorées. Les maladies s’y propagent rapidement en raison du temps pluvieux, du manque de nourriture ou d’abris. Ces conditions sont aggravées par la surpopulation comme dans l'enclos de Remagen où sont détenus 184 000 prisonniers pour une capacité de 100 000 places.
Ces conditions de vie difficiles ont causé la mort de 3 000 à 6 000 prisonniers dont plus de 1 000 dans l’enclos temporaire de Remagen « Golden Mile » fermé en juin.

## Liste des camps

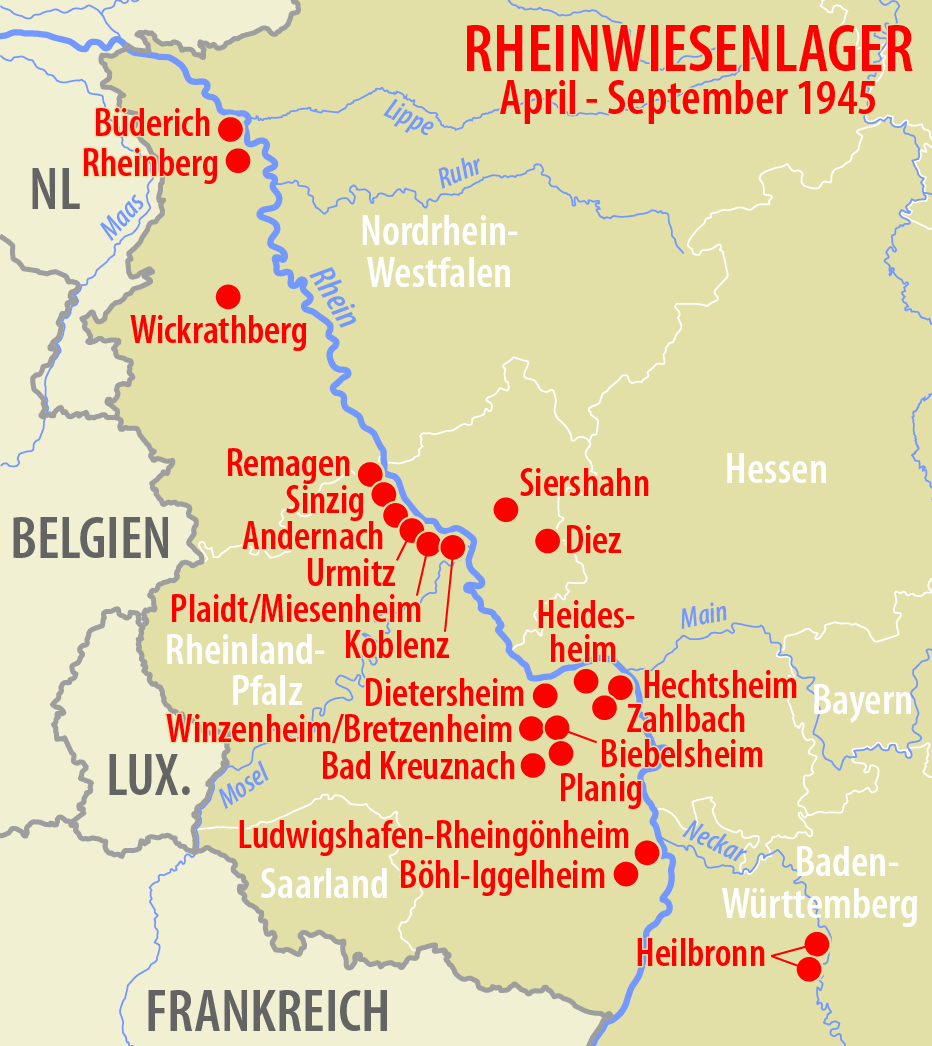
Emplacements des Rheinwiesenlager

Liste des camps du nord au sud avec leurs numéros officiels:
- A4 Büderich
- A1 Rheinberg
- A9 Wickrathberg
- A2 Remagen (surnommé "Golden Mile"[3])
- A5 Sinzig
- Siershahn
- A11 A14 Andernach
- Diez
- A13 Urmitz
- A10 Koblenz
- A8 Dietersheim
- A12 Heidesheim
- A6 Winzenheim/Bretzenheim
- A16 A17 Hechtsheim
- A7 A15 Biebelsheim
- A3 Bad Kreuznach
- C1 Ludwigshafen
- C2 Böhl-Iggelheim
- C3 C4 Heilbronn

## Libérations et fermetures des camps
Dès mai 1945, les autorités américaines commencent à libérer certaines catégories de détenus : jeunes enrôlés dans les Jeunesses hitlériennes, femmes sans lien direct avec le parti nazi, puis travailleurs agricoles et de l’industrie pour lancer les chantiers de reconstruction du pays.
À la fin du mois de juin 1945, les camps de Remagen, Böhl-Iggelheim et Büderich sont fermés. Après septembre 1945, seuls sont maintenus les deux camps de Bretzenheim et Bad Kreuznach, utilisés comme camps de transit pour les prisonniers de retour de France jusqu'en 1948.

## Commémoration
Une chapelle de la Paix a été bâtie sur l’emplacement de l’ancien enclos de Remagen. Inaugurée en 1987, elle commémore le sort des prisonniers qui y ont souffert ou y sont morts.
Le musée de la Paix de Remagen contient une salle d'exposition consacrée à ce camp d'internement.